# Château du Fontenil
Le château du Fontenil est un édifice situé à Saint-Sulpice-sur-Risle, en France.

## Localisation
Le monument est situé dans le département français de l'Orne, sur le territoire de la commune de Saint-Sulpice-sur-Risle, à 3 km à l'ouest de l'église Saint-Sulpice et à 2,5 km au nord du centre-ville de L'Aigle.

## Architecture
Les façades et les toitures des parties anciennes du château, les deux tours et l'aile les reliant, l'escalier droit intérieur, la chapelle et le pressoir avec son équipement sont inscrits au titre des monuments historiques par arrêté du 21 novembre 1989.